# هامبورگ (شهرستان ورنون، ویسکانسین)
هامبورگ (به انگلیسی: Hamburg) یک منطقهٔ مسکونی در ایالات متحده آمریکا است که در شهرستان ورنن، ویسکانسین واقع شده‌است. هامبورگ ۹۲٫۸ کیلومتر مربع مساحت و ۸۴۸ نفر جمعیت دارد و ۳۰۷ متر بالاتر از سطح دریا واقع شده‌است.